# Пам'ятки архітектури Шосткинського району
У Шосткинському районі Сумської області на обліку перебуває 3 пам'ятки архітектури.
| № | Назва                                  | Дата спорудження | Місце          |
| - | -------------------------------------- | ---------------- | -------------- |
| 1 | Спасо-Преображенська церква            | кін. 18 ст.      | смт. Вороніж.  |
| 2 | Гамаліївський Харлампієвський монастир | 18 ст.           | с. Гамаліївка. |
| 3 | Михайлівська церква та дзвіниця        | 19 ст.           | с. Ображіївка. |
|   |                                        |                  |                |